# Chiesa di Santa Maria della Vittorina
La chiesa di Santa Maria della Vittorina, anche nota come Porziuncola eugubina, è un piccolo luogo di culto cattolico di Gubbio, in provincia di Perugia, che risale al XIII secolo.

## Storia

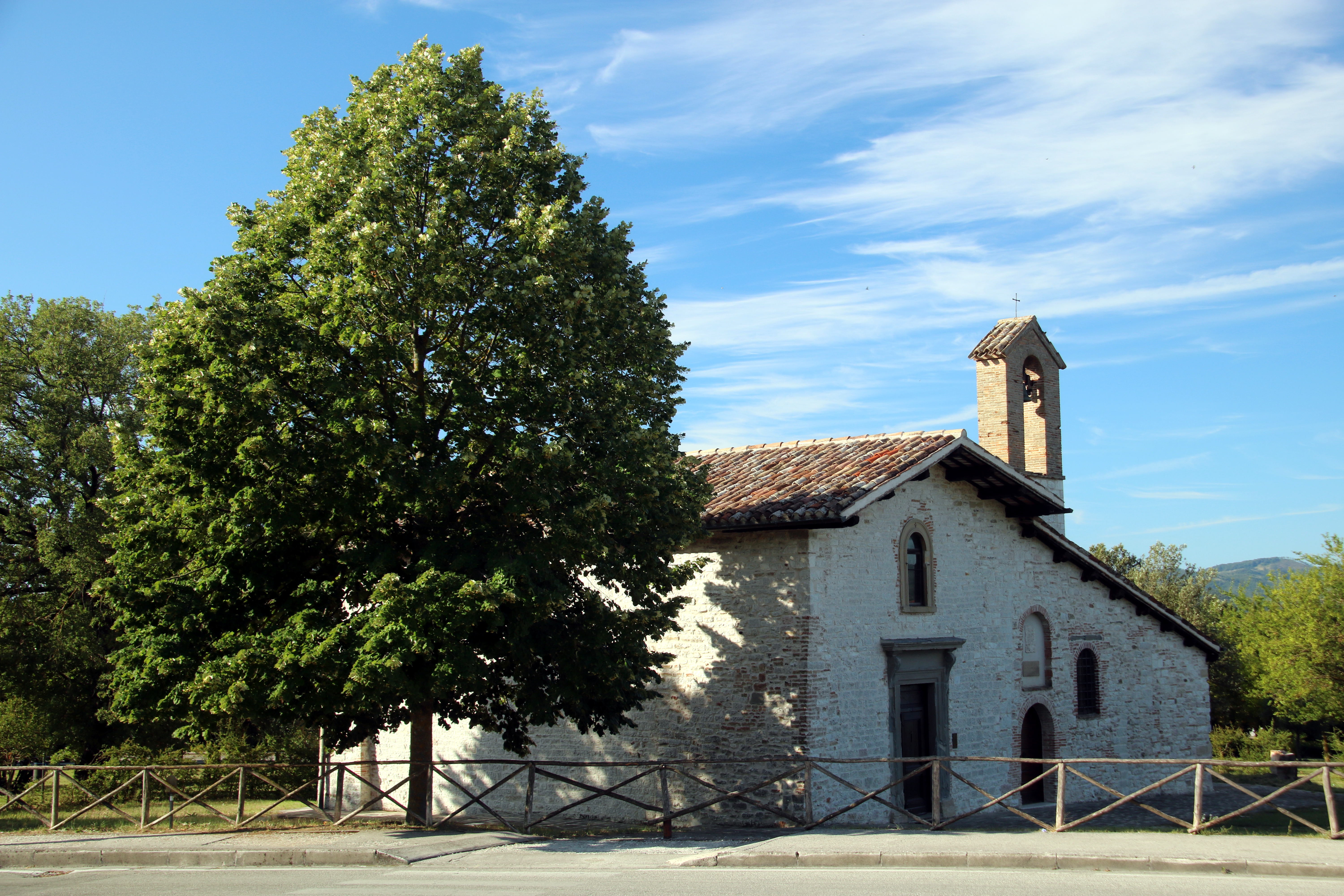
Facciata e prospetto laterale sinistro della chiesa di Santa Maria della Vittorina

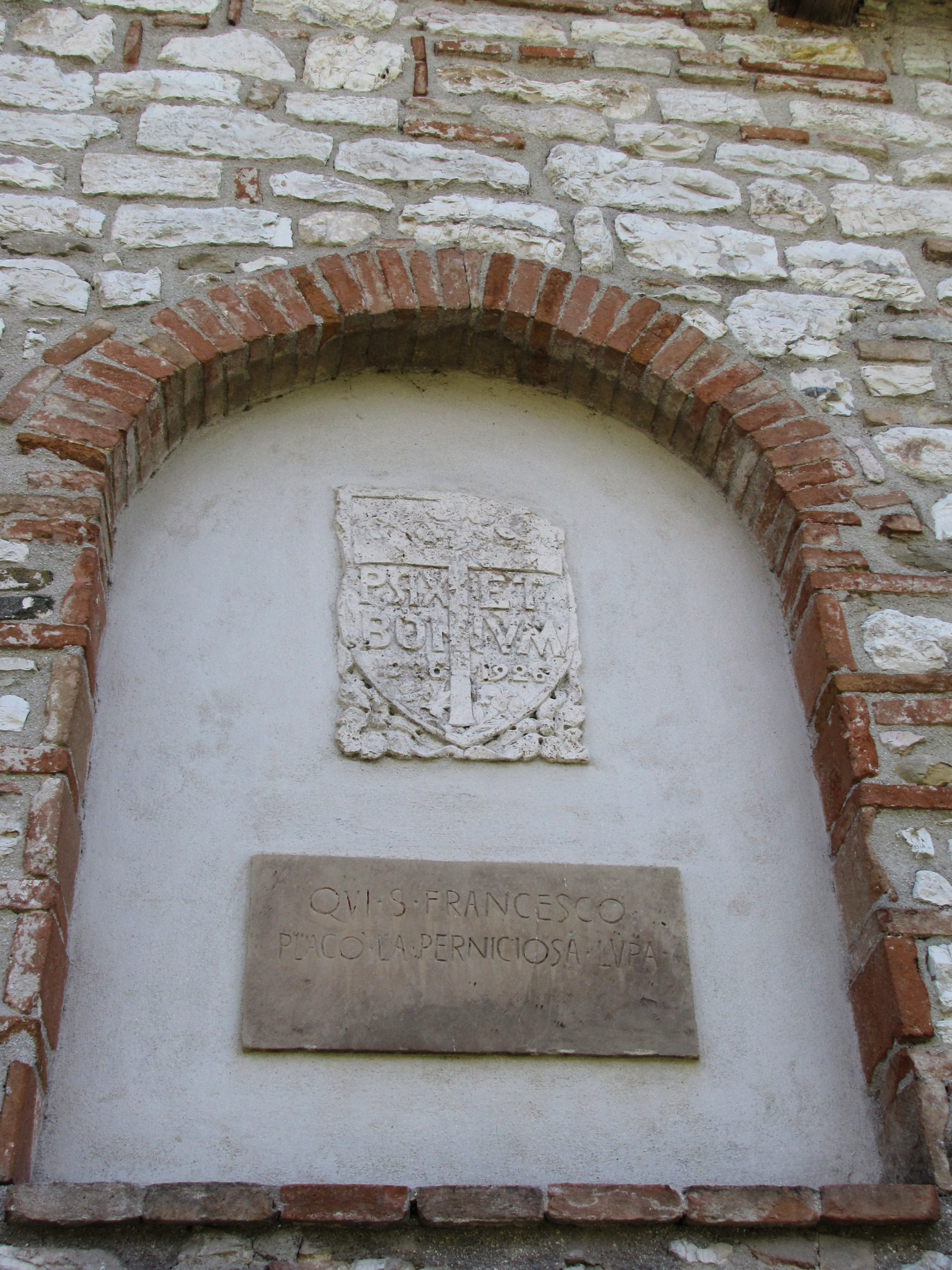
Facciata. Finestra cieca con lapidi.

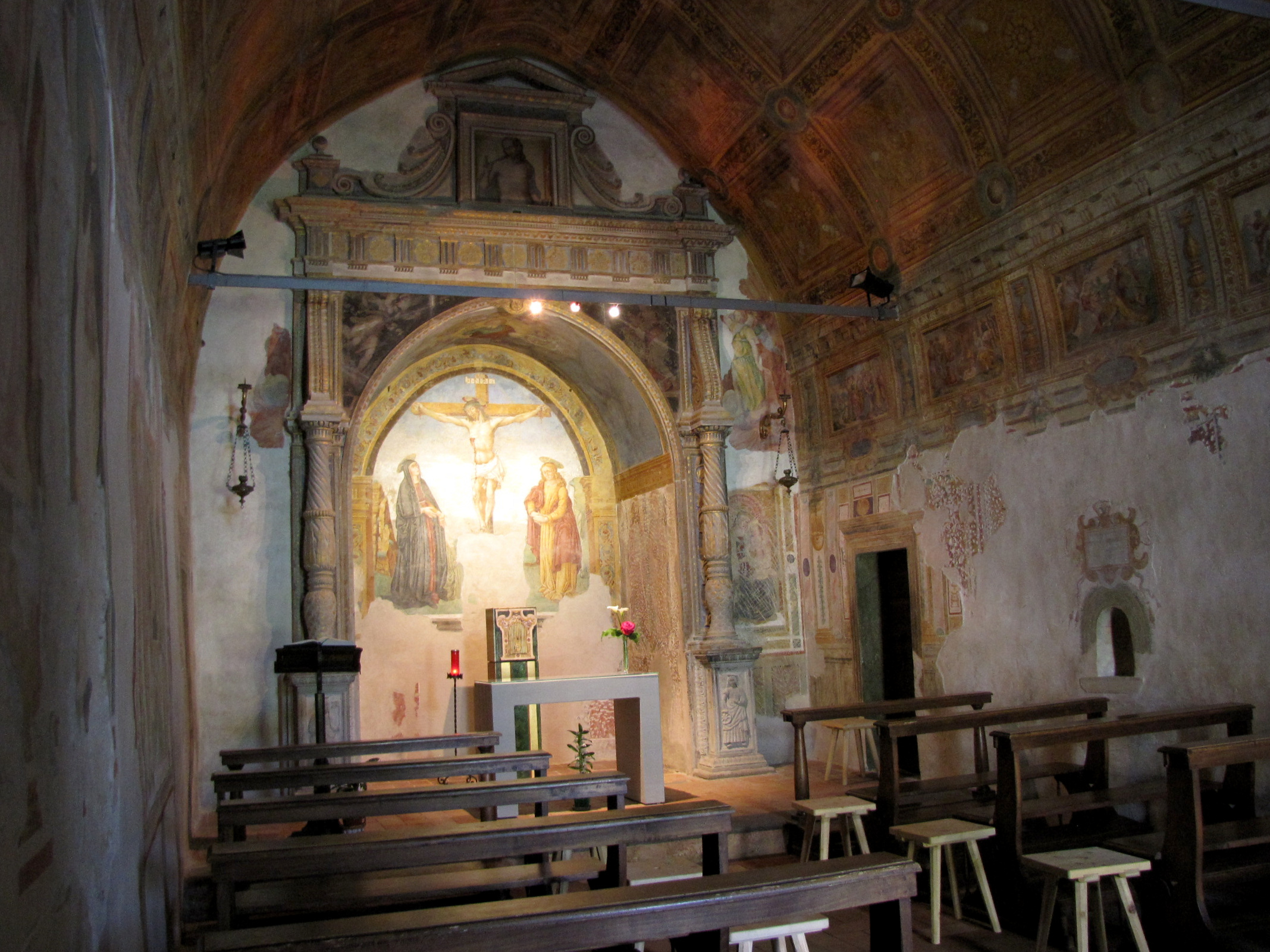
Interno della sala.

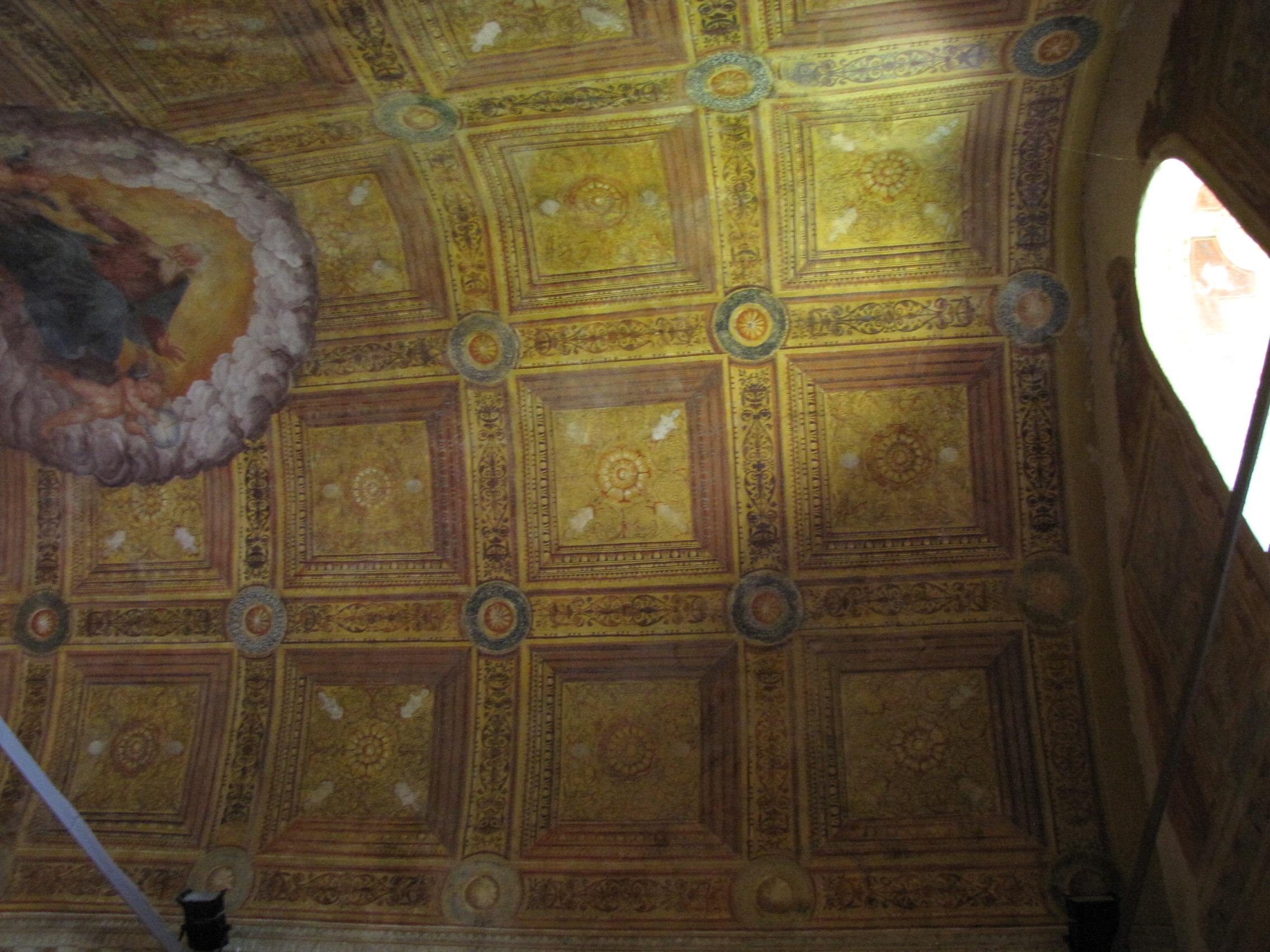
Volta della sala completamente affrescata.

La tradizione popolare fa risalire la sua costruzione all'853 e la piccola chiesa con dedicazione a Santa Maria della Vittorina risale sicuramente al XIII secolo poiché nel 1213 venne affidata dai monaci dell'Ordine di San Benedetto a san Francesco d'Assisi. Qui Francesco vi creò il primo convento dei frati francescani che attorno al 1241 fu trasferito sempre a Gubbio nel convento di San Francesco e la chiesa venne lasciata alle cure delle monache clarisse, il secondo ordine fondato da Francesco con Chiara d'Assisi. 
Attorno al 1364 le suore erano divenute 26 e nel 1514 furono aggregate a quelle di Sant'Antonio ma rimasero legate al luogo di culto. Le decorazioni ad affresco che raffigurano le dieci storie francescane nella cappella di destra vennero realizzati nel 1639. Il restauro delle pitture fu realizzato negli anni trenta e nel secondo dopoguerra l'edificio venne restaurato poi riaperto al culto nel 1957. Ulteriori restauri sono stati realizzati nel 1982 in occasione per l'VIII centenario della nascita del santo e altri nel 1999.

### Il lupo di Gubbio
Intorno al 1220 in questo luogo, secondo la tradizione, avvenne l'incontro con il lupo di Gubbio.

## Descrizione

### Esterni
Del luogo di culto medievale rimane solo la parte absidale. La facciata a capanna si presenta in pietra a vista con parti in cotto. Il portale architravato è stato realizzato in pietra serena nel XVI secolo e sopra, in asse, si apre la finestra che presenta arco a tutto sesto e porta luce alla sala. Sulla destra si trova la struttura laterale con un portale sovrastato da una seconda finestra cieca e a lato di questa una terza finestra con inferriate. Nella finestra cieca si trovano 
incisioni su lastre di pietra, una delle quali riporta la scritta "Qui Francesco placò la perniciosa Lupa". La torre campanaria, a vela, si trova in posizione avanzata sulla parte destra.

### Interni
La navata interna è unica e la parte del presbiterio è leggermente rialzata. La volta è coperta completamente da dipinti ad affresco risalenti al XVI secolo e attribuiti a Benedetto Nucci.